# Nha Trang ngày về
"Nha Trang ngày về" là một bản nhạc nổi tiếng do nhạc sĩ Phạm Duy xuất bản năm 1969 tại Nha Trang. Ca khúc ấy, cùng với những bài tình ca lẻ loi như Giết người trong mộng, Mùa thu chết (theo thơ Apollinaire), Thu ca điệu ru đơn (theo thơ Verlaine), Nước mắt mùa thu, Còn gì nữa đâu, Đừng bỏ em một mình (theo thơ Minh Đức Hoài Trinh),... được Phạm Duy gọi chung là những bài tình ca một mình (tình ca đơn côi).
Tình khúc diễn tả một người trở về bãi biển Nha Trang và nhớ thương một cuộc tình đã ra đi.
Nhiều ca sĩ đã thể hiện ca khúc này.